# Завихост
Зави́хост (пол. Zawichost) — місто в південно-східній Польщі, на річці Вісла.
Належить до Сандомирського повіту Свентокшиського воєводства.

## Історія
Місто має надзвичайно багату історію, пов'язану з положенням при кордоні з Руссю. Перша згадка про Завихост походить з булли папи Євгенія III з 1148 р. Імовірно саме у Завихості постав перший храм тої землі – храм святого Мавриція (Гереона), появу якого історики датують часом панування князя Болеслава Хороброго (ХІІ ст.).
У 1205 р. біля Завихосту відбулося зіткнення військ князя Романа Мстиславича із загонами князів Лешка І Білого та Конрада Мазовецького, у якому князя Романа було вбито. «Рочник капітульний краківський», що належить перу Вінцентія Кадлубека повідомляє: «Романа, наймогутнішого князя Рутенів, який піднявся у своїй гордині і похвалявся безмежно великим за чисельністю військом, синами князя Казимира Лешком та Конрадом за допомогою Всевишнього, який своїми чеснотами підтримує тих, хто стоїть високо, могутніх трощить, а повалених піднімає, у битві біля Завихоста було вбито. Тоді ж за допомогою Всевишнього навіть у небагатьох, які залишились у війську означених князів, яке через величезну втому та рани поверталося додому, хоробрість настільки збільшилася, що, коли вони сміливо напали на незліченні фаланги Романа, який підступно вирішив погубити Польщу, то примусили на втечу двадцять одну тисячу воїнів. Після нечуваної різанини річка Вісла переповнилася кров'ю і вийшла з берегів, вода в ній стала червоною і було в ній велика кількість трупів воїнів, які пали від руки переможців – поляків)».
Зовсім по іншому розповідає про обставини походу 1205 р. Суздальський літопис: «Иде Роман Галичьскый на Ляхы и взя 2 города Лядьская и ставше же нему на Вислою рекою и отъеха сам в мале дружине от полку своего. Ляхове же наехавше убиша и, дружину около его избиша, приехавше Галичане, взяша князя своего мртва, несоша в Галичь».

## Пам'ятки
- храм святого Мавриція (Гереона). 
Історики датують появу храму ХІІ ст. — часом панування Болеслава Хороброго. Від споруди зберігалися лише фрагмент західної апсиди, частина фундаменту північної аспиди, західна стіна та фрагмент північної стіни, фрагменти стін, підлоги та підставка під колонну виконані з червоного пісковика. Споруда мала чотирикутну форму з чотирма апсидами, орієнтованими на сторони світу. На більш пізній стадії костел отримав ще західну емпору – ложу для володаря, яка спиралася на чотири колони. На думку спеціалістів, такий архітектурний прийом не має аналогів в Польщі і рідко зустрічається в тогочасній європейській архітектурі. Датування споруди було виконано на основі погребіння дівчинки, яка мала два шнурки скляних намист, які походили з Русі, та невеличкі скроневі кільця. Ці вироби походять з перелому ХІ-ХІІ ст. Більша частина споруди разом зі схилом обвалилася до Вісли. Наразі місце розкопок позначають три березові хрести.
- романська базиліка Святої Марії, подібна до базилік у Віслиці чи Кракові, була побудована неподалік костелу св. Мавриція на місці сучасного костелу Успіня пресвятої Богородиці. Її заснував князь Болеслав Сміливий. Наразі її рештки – апсиду, кам'яні фрагменти та рештки поховань можна оглянути в підземеллях костелу Успіня пресвятої Богородиці (вул. 11 листопада). Вона мала план хреста з транспетом, який мав апсиду. Вперше цей храм згадується в 1148 р.
- первинно романський костел св. Трійці з ХІІІ ст. знаходиться в іншому районі Завихосту (вул. Трійця). На східній стіні сучасної барокової споруди виразно видно релікти романської споруди, зокрема, напівкруглу замуровану арку, натомість на північній стіні нави наявний замурований романський портал.

## Відомі люди

### Народились
- Шимон Ашкеназі — польський історик, дипломат. Творець львівської школи польських істориків («школи Ашкеназі»).

## Демографія
Демографічна структура станом на 31 березня 2011 року:
|          | Загалом | Допрацездатний вік | Працездатний вік | Постпрацездатний вік |
| -------- | ------- | ------------------ | ---------------- | -------------------- |
| Чоловіки | 926     | 192                | 632              | 102                  |
| Жінки    | 955     | 150                | 560              | 245                  |
| Разом    | 1881    | 342                | 1192             | 347                  |